# A Klase 1956
L'edizione 1956 dell'A Klase fu la dodicesima come campionato della Repubblica Socialista Sovietica Lituana; il campionato fu vinto dal Linų Audiniai Plungė, giunto al suo 1º titolo.

## Formula
Fu confermata la formula delle precedenti edizioni: si ripristinò il numero tradizionale di 12 squadre, visto che al posto della retrocessa JJPF Kaunas arrivarono due squadre neopromosse: il Linų Audiniai Plungė e il Raudonoji žvaigždė Vilnius.
Le 12 formazioni si incontrarono in gironi di andata e ritorno, per un totale di 22 incontri per squadra. La squadra classificata all'ultimo posto retrocedeva.

## Classifica finale
|                        | Pos. | Squadra                    | Pt | G  | V  | N | P  | GF | GS | DR  |
| ---------------------- | ---- | -------------------------- | -- | -- | -- | - | -- | -- | -- | --- |
| RSS Lituana (bandiera) | 1.   | Linų Audiniai Plungė       | 36 | 22 | 16 | 4 | 2  | 42 | 13 | +29 |
|                        | 2.   | Elnias Šiauliai            | 33 | 22 | 15 | 3 | 4  | 71 | 22 | +49 |
|                        | 3.   | MSK Panevėžys              | 30 | 22 | 15 | 0 | 7  | 54 | 47 | +7  |
|                        | 4.   | KPI Kaunas                 | 28 | 22 | 13 | 2 | 7  | 42 | 38 | +4  |
|                        | 5.   | Spartak-2 Vilnius          | 27 | 22 | 11 | 5 | 6  | 53 | 34 | +19 |
|                        | 6.   | Inkaras Kaunas             | 24 | 22 | 8  | 8 | 6  | 38 | 38 | +10 |
|                        | 7.   | Raudonasis spalis Kaunas   | 21 | 22 | 8  | 5 | 9  | 52 | 44 | +8  |
|                        | 8.   | Elfa Vilnius               | 20 | 22 | 9  | 2 | 11 | 44 | 32 | +12 |
|                        | 9.   | Lima Kaunas                | 17 | 22 | 7  | 3 | 12 | 40 | 39 | +1  |
|                        | 10.  | Raudonoji žvaigždė Vilnius | 17 | 22 | 7  | 3 | 12 | 27 | 41 | -14 |
|                        | 11.  | Švyturys Klaipėda          | 9  | 22 | 3  | 3 | 16 | 23 | 76 | -53 |
|                        | 12.  | Gubernija Šiauliai         | 2  | 22 | 0  | 2 | 20 | 8  | 80 | -72 |